# Marie Sasse
Marie Constance Sasse (Oudenaarde, 26 gennaio 1834 – Parigi, 8 novembre 1907) è stata un soprano belga. Soprano di punta dell'Opéra negli anni 1860, cantò nelle prime assolute de L'africana, Don Carlo e Il Guarany, rispettivamente nei ruoli principali di Sélika, Elisabetta e Cecilia.

## Biografia
Nata a Oudenaarde, Marie Sasse studiò al conservatorio di Gand con François-Auguste Gevaert e a Milano con Francesco Lamperti. Fece il suo debutto sulle scene nel 1852 come Gilda in Rigoletto a Venezia. Dopo la morte del padre fu costretta a mantenersi cantando in diversi locali di Bruxelles e Parigi, dove fu notata da Delphine Ugalde mentre cantava al Café Géant. Dopo essersi perfezionata con Ugalde, Sasse fu notata da Léon Carvalho, direttore del Théâtre Lyrique. Esordì al Lyrique nel ruolo della Contessa dl'Almaviva ne Le nozze di Figaro nel settembre 1859, a cui seguirono apparizioni come Euridice nell'Orfeo ed Euridice (versione Berlioz) e Bacchante in Philémon et Baucis.
Forte del successo al Théâtre Lyrique, esordì all'Opéra de Paris nel 1860 come Alice in Roberto il diavolo. Nel 1861 fu Elisabeth nella prima parigina di Tannhäuser e Leonora ne Il trovatore. Nel 1862 ottenne un buon successo come Arnold in Guglielmo Tell, mentre nel 1863 Giuseppe Verdi la volle come Helène in un nuovo allestimento de I vespri siciliani. Nel 1864 sposò il basso Armand Castelmary, ma il matrimonio sarebbe terminato con il divorzio tre anni più tardi. Sempre nel 1865 fu Sélika nella prima mondiale de L'africana. Nel 1866 fu Donna Anna nel Don Giovanni ed Elisabetta nella prima mondiale del Don Carlo, sempre a Parigi. Negli anni successivi cantò come Ofelia nell'Hamlet e Valentine ne Gli ugonotti a Parigi ed esordì al Teatro alla Scala nella stagione 1869/70. Nella stagione successiva cantò a San Pietroburgo. Nel 1871 Paul Draneht, impresario dell'Opera del Cairo, tentò di far scritturare Sasse per la prima mondiale dell'Aida, ma Verdi si oppose.
Si ritirò dalle scene nel 1877 e morì in povertà a Parigi, nel 1907, all'età di settantatré anni.